# Titus Engel
Titus Engel, né en 1975 à Zurich, est un chef d'orchestre suisse.

## Biographie
Après avoir étudié la musicologie et la philosophie, il a étudié la direction d'orchestre à l'école de musique Carl Maria von Weber avec Christian Kluttig. Il devient l'assistant de Sylvain Cambreling, de Marc Albrecht et de Peter Rundel. Il dirige l'orchestre de l'Opéra national de Paris et l'orchestre de la Deutschen Oper de Berlin.